# Moșnița Veche

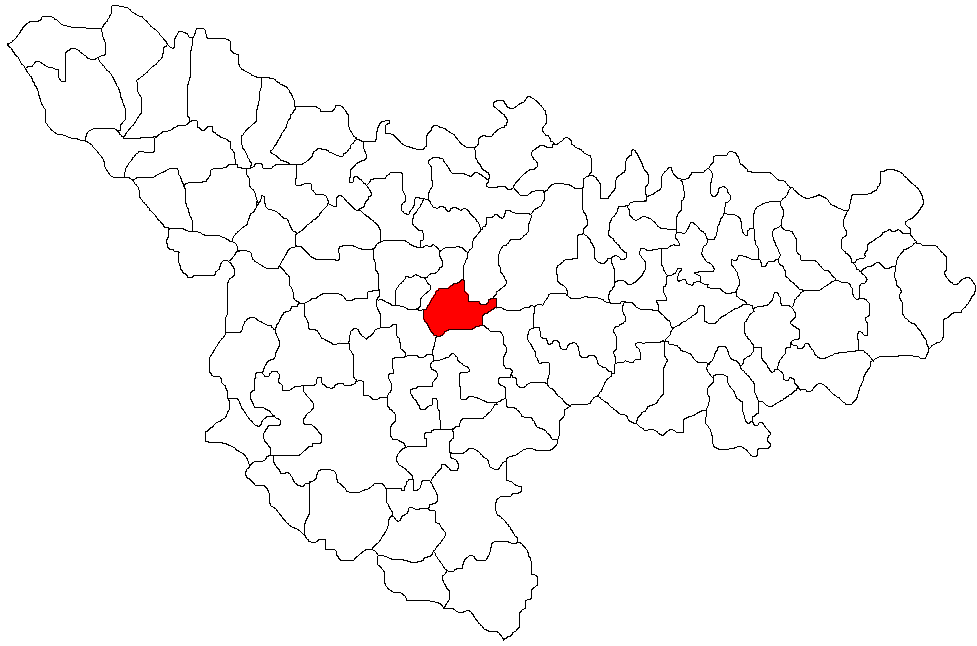
Lage der Gemeinde Moșnița Nouă im Kreis Timiș

Moșnița Veche (deutsch Alt-Moschnitz, ungarisch Mosnicza) ist ein Dorf im Kreis Timiș, Banat, Rumänien. Das Dorf Moșnița Veche gehört zur Gemeinde Moșnița Nouă.

## Geografische Lage
Moșnița Veche liegt im Zentrum des Kreises Timiș, in 5 Kilometer Entfernung von Timișoara.

## Nachbarorte
| Timișoara | Ghiroda                                     | Bucovăț    |
| Timișoara | Kompassrose, die auf Nachbargemeinden zeigt | Bazoșu Nou |
| Timișoara | Moșnița Nouă                                | Albina     |

## Geschichte
In den Jahren 1332–1337 findet eine erste urkundliche Erwähnung einer Siedlung namens Monisa in den päpstlichen Zehntlisten statt. 
Auf der Josephinischen Landaufnahme von 1717, ist der Ort Moshnitz als rumänisches Dorf mit 50 Häusern eingetragen. Nach dem Frieden von Passarowitz (1718), als das Banat eine Habsburger Krondomäne wurde, war Moshnitz Teil des Temescher Banats. 
Am 4. Juni 1920 wurde das Banat infolge des Vertrags von Trianon dreigeteilt. Der größte, östliche Teil, zu dem auch Moșnița Veche gehört, fiel an das Königreich Rumänien.
Der Legende nach verdankt Moșnița seine Entstehung dem Rumänen Moș Niță. Das alte Dorf lag ursprünglich am Flussufer Subuleasa. Nach einer Überschwemmung verlegte Moș Niță das Dorf an den heutigen Ort. Die Dorfbewohner blieben jedoch im Besitz des alten Dorfangers. 1820 wurde ihnen stattdessen der nahe gelegene Wald übereignet. 1904 ließ die Habsburger Kameralverwaltung den Wald roden und siedelte hier Ungarn an. Das neue Dorf erhielt den Ortsnamen Moșnița Nouă, während das alte Dorf fortan Moșnița Veche hieß. 
Moșnița Nouă entwickelte sich dank seiner günstigeren Lage an der Landstraße Timișoara–Buziaș wirtschaftlich besser und wurde zum Gemeindesitz, während Moșnița Veche diesen Status verlor. Dank seiner Nähe zu Timișoara erfährt Moșnița Veche heute eine positive wirtschaftliche und demografische Entwicklung.

## Demografie
| 1880 | 1049 | 963  | 32  | 47 | 7  |
| 1910 | 1896 | 1018 | 828 | 40 | 10 |
| 1930 | 944  | 899  | 30  | 11 | 4  |
| 1977 | 1214 | 1179 | -   | 2  | 21 |
| 2002 | 1370 | 1275 | 12  | 1  | 82 |